# 葛城七穂
葛城 七穂（かつらぎ ななほ、1966年12月20日 - ）は、日本の女優、声優、元宝塚歌劇団雪組の男役。愛知県名古屋市出身。81プロデュース所属。

## 略歴
幼少期に憧れていた職業は幼稚園教諭だった。
幼い頃からクラシックバレエ、モダンバレエを習う。
宝塚に入団するきっかけは小学2、3年生の頃、条はるきに勧められて観ていた宝塚歌劇団のミュージカル作品『ベルサイユのばら』であり、その後も観ていて、寿ひずるのファンになったという。
南山中学校・高等学校卒業。1985年、宝塚音楽学校に入学。1987年、73期生として宝塚歌劇団に入団。入団時の成績は21番。『宝塚をどり讃歌 / サマルカンドの赤いばら』で初舞台を踏む。後に雪組に配属。
声の仕事がしたかったため、「新しいことをするには今しかない」と思い、1997年に『仮面のロマネスク』を最後に宝塚歌劇団を退団。
声の仕事がしたかったため、「新しいことをするには今しかない」と思い、1997年に『仮面のロマネスク』を最後に宝塚歌劇団を退団。宝塚退団前のインタビューでも「一応、声優の仕事をしてみたいと思い、その勉強を始めようかなと思っています」と語っていた。退団公演までの半年位のその間にオーディションを受けて、それで仕事も決まり、退団後の一週間後にはテレビアニメ『夢のクレヨン王国』のクラウド役で声優としての活動を始める。
以後、声優として活動しており、様々な作品のアテレコを担当している。
2000年2月1日付けで、81プロデュースに所属。
劇団アフリカ座に所属し、舞台に出演するだけでなく制作側にも携わるなど、幅広い活動を行っている。

## 人物
芸名は苗字、名前、それぞれ小説や漫画、その他もろもろから自分の好みの候補を沢山挙げて、それを当時の椿大社の宮司に見てもらい名付けた。その芸名の以前に、もう一つの芸名の希望を出していたが、「当用漢字に無い」ということで宝塚歌劇団側から却下されてしまった。もしそれが通っていたら、難しい名前になっていたかもしれないという。宝塚歌劇団時代の愛称ははっしー、ななほ。はっしーの由来は本名が「橋本」だったからだという。声の仕事の現場では「ななほ」と呼ばれる事が多いという。
趣味・特技は乗馬、イラスト、スキューバダイビング。
4歳年下の弟がいる。

## 出演

### テレビアニメ
時期不明
- それいけ!アンパンマン（サンド姫〈2代目〉）

1997年
- 夢のクレヨン王国（謎の少年 / クラウド）

1998年
- こちら葛飾区亀有公園前派出所（レポーター）

1999年
- おジャ魔女どれみ（1999年 - 2004年、関先生、浜田かずお、ハニー、河野君 他） - 5シリーズ
- 超発明BOYカニパン（ラビオリ）
- ひみつのアッコちゃん第3期（前島）

2000年
- KAIKANフレーズ（看護婦）

2001年
- とっとこハム太郎（ユウジの母）
- ナジカ電撃作戦（シンディ / リンジー）
- パラッパラッパー（店員）

2003年
- エアマスター（早瀬実緒）
- 金色のガッシュベル!!（ザバス）

2004年
- 蒼穹のファフナー（羽佐間容子）

2005年
- ガラスの仮面（平成版）（円城寺まどか）
- 甲虫王者ムシキング 森の民の伝説（セレス）
- ゾイドジェネシス（カーラ）
- 魔法先生ネギま!（天ヶ崎千草）
- わがまま☆フェアリー ミルモでポン! ちゃあみんぐ（はるかの母）

2006年
- 神様家族（神山ビーナス）
- デジモンセイバーズ（クダモン）
- 祝!（ハピ☆ラキ）ビックリマン（桃源如来、悪六）
- 味楽る!ミミカ（リンリン〈母〉）
- MÄR -メルヘヴン-（ウーラヌス）

2007年
- きらりん☆レボリューション（チームブラック隊員）
- ゲゲゲの鬼太郎（第5作）（沼御前）

2008年
- Yes!プリキュア5GoGo!（アクセサリー店の店員）
- ゴルゴ13（ジゼル）
- シゴフミ（女医）
- D.Gray-man（女将）

2011年
- ブレイド（マテス）

2015年
- 蒼穹のファフナー EXODUS（羽佐間容子）

2017年
- 笑ゥせぇるすまんNEW（鬼世）
- THE REFLECTION（母親）

2018年
- クレヨンしんちゃん（人妻）

2021年
- かげきしょうじょ!!（大木）

### 劇場アニメ
- よなよなペンギン（2009年）
- 蒼穹のファフナー HEAVEN AND EARTH（2010年、羽佐間容子）
- ブレイク ブレイド（2010年、サクラ）
- 世界一初恋 〜プロポーズ編〜（2020年、吉野頼子）
- 魔女見習いをさがして（2020年、担任教員）

### OVA
- 真ゲッターロボ対ネオゲッターロボ（2000年、SP）
- .hack//Liminality（2002年、京子の母）
- おジャ魔女どれみナ・イ・ショ（2004年、関先生）
- 世界一初恋 〜羽鳥芳雪の場合〜（2011年、吉野頼子）
- 蒼穹のファフナー THE BEYOND（2019年 - 2020年、羽佐間容子[24]）
- 蒼穹のファフナー BEHIND THE LINE（2023年、羽佐間容子[25]）

### ゲーム
2000年
- キッズステーション おジャ魔女どれみ # MAHO堂ダンスカーニバル!（関先生）

2001年
- ファイナルファンタジーX（ドナ）

2002年
- おジャ魔女どれみドッカ〜ン!にじいろパラダイス（関先生）

2003年
- ファイナルファンタジーX-2（ドナ）

2005年
- クリティカル ベロシティ（ミランダ）
- 蒼穹のファフナー（羽佐間容子）
- ソウルキャリバーIII（雪華）

2006年
- デジモンセイバーズ アナザーミッション（クダモン）

2008年
- ソウルキャリバーIV（雪華）

2009年
- ソウルキャリバー Broken Destiny（雪華）

2024年
- 金色のガッシュベル!! 永遠の絆の仲間たち（ザバス）

### ドラマCD
- Weiß kreuz Wish A Dream collection II A four-leaf clover（女兵士）
- 魔法先生ネギま! ドラマCD Vol.1（天ヶ崎千草）
- かげきしょうじょ!! Blu-ray 第2巻スピンオフドラマ「ファントム」（大木）

### 吹き替え

#### 担当俳優
モーラ・ティアニー
- ER緊急救命室 シーズン6 - 15（2001年、アビー・ロックハート）
- ムースポート（2004年、サリー・マニス）
- グッド・ワイフ（2014年、マディ・ヘイワード）

#### 映画
2002年
- ワイルド・ワイルド・ウエスト（リッペンレイダー〈ソフィア・エング〉）※日本テレビ版

2004年
- スターシップ・トゥルーパーズ2（サハラ二等兵〈コリーン・ポーチ〉）
- レディ・ウェポン（マダムM〈アルメン・ウォン〉）

2005年
- サーティーン あの頃欲しかった愛のこと（バーディ〈サラ・クラーク〉）

2006年
- 上海の伯爵夫人（グルシェンカ〈マデリーン・ポッター〉）
- ラストサマー3（ゾーイ〈トーレイ・デヴィート〉）
- 私の婚活恋愛術（エミリー・ジャクソン〈ブリタニー・マーフィ〉、ハリウッド・ジャック〈グウィネス・パルトロウ〉）

2007年
- ウィッカーマン（シスター・ハニー〈リーリー・ソビエスキー〉）
- ホステル2（アクセル〈ベラ・ヨルダノーヴァ〉）
- ラッキー・ユー（スーザン・オファー〈デブラ・メッシング〉）

2008年
- JIGSAW タワー・オブ・デス（ニコール〈ジュリア・バラード〉）
- センター・オブ・ジ・アース（エリザベス・アンダーソン〈ジェーン・ウィーラー〉）
- ミラーズ（アンジェラ・カーソン〈エイミー・スマート〉）
- ワイルド・クライムズ（カルロス〈ジェニファー・エスポジート〉）

2011年
- ステイ・フレンズ（アニー〈ジェナ・エルフマン〉）

2012年
- ビッグ・ボーイズ しあわせの鳥を探して（ジェシカ〈ロザムンド・パイク〉）

2014年
- ザ・ホスト 美しき侵略者（シーカー〈ダイアン・クルーガー〉）

2021年
- ある日どこかで（マリー〈モード・ストランド〉）※BSテレ東版

2024年
- ボーはおそれている（グレース〈エイミー・ライアン〉）

#### ドラマ
1999年
- ザ・ソプラノズ 哀愁のマフィア

2001年
- 名探偵ポワロ 鳩のなかの猫（ブレイク〈アマンダ・アビントン〉）

2006年
- プリズン・ブレイク（パメラ・マホーン〈キャリー・ソーン〉）

2008年
- 弁護士イーライのふしぎな日常（マイケル・スティルス牧師）

2009年
- デスパレートな妻たち4（エリー）
- メントーズ 世界の偉人たちからのメッセージ（ペギー・ケイツ〈ジェーン・サワビー〉）

2010年
- NCIS 〜ネイビー犯罪捜査班（アビゲイル・“アビー”・シュート〈ポーリー・ペレット〉）

2012年
- PERSON of INTEREST 犯罪予知ユニット

2013年
- ALPHAS/アルファズ（キャシー・サリヴァン）
- 私はラブ・リーガル（ポーラ・アブドゥル）

2018年
- グッド・ドクター 名医の条件（アレグラ・アオキ〈タムリン・トミタ〉）

2024年
- ギャップ・ザ・シリーズ（ポーン〈アマター･ピヤワニット（Jum）〉）

| 2025年 |
- エテルナウタ（エレーナ〈カルラ・ペテルソン〉

#### アニメ
- きかんしゃトーマス（2008年、マージ、有名な小説家、アリシア・ボッティ）※テレビ東京版
- トーマスをすくえ!! ミステリーマウンテン（2009年、マージ）

### 特撮
- 仮面ライダー電王（2007年、スネールイマジン〈雌〉の声）

### ナレーション
- 発掘!あるある大事典（フジテレビ系関西テレビ）※ ある子さんの声も担当
- 旅するフランス語（NHK教育）※マダム・パッフェの声

### 舞台
- 『蒼穹のファフナー 〜FACT AND RECOLLECTION〜』 - 羽佐間容子 役（2010年・2011年）
- アフリカ座1月公演「かぶとむし」（2013年）作・演出：中山浩(アフリカ座）

### パチンコ
- CR魔法先生ネギま!（2017年、天ヶ崎千草）